# Tennis for Two
Tennis for Two là một trò chơi điện tử được phát triển vào năm 1958 trên máy tính analog Donner Model 30 dùng để mô phỏng một ván quần vợt hay bóng bàn trên một cái dao động ký. Tennis for Two được nhà vật lý người Mỹ William Higinbotham tạo ra cho du khách tại Phòng thí nghiệm Quốc gia Brookhaven, đóng vai trò quan trọng trong lịch sử video game như một trong những trò chơi điện tử đầu tiên sử dụng màn hình hiển thị đồ họa. Trò chơi được tiến hành với hai bộ điều khiển khá cồng kềnh, mỗi bộ được trang bị một nút bấm để bắn bóng qua lưới. Sau đó, ông phát triển trò chơi cho màn hình 15 inch nhưng do không nghĩ là mình "phát minh" ra một cái gì đó nên ông không đăng ký lấy bằng sáng chế.

## Phát triển

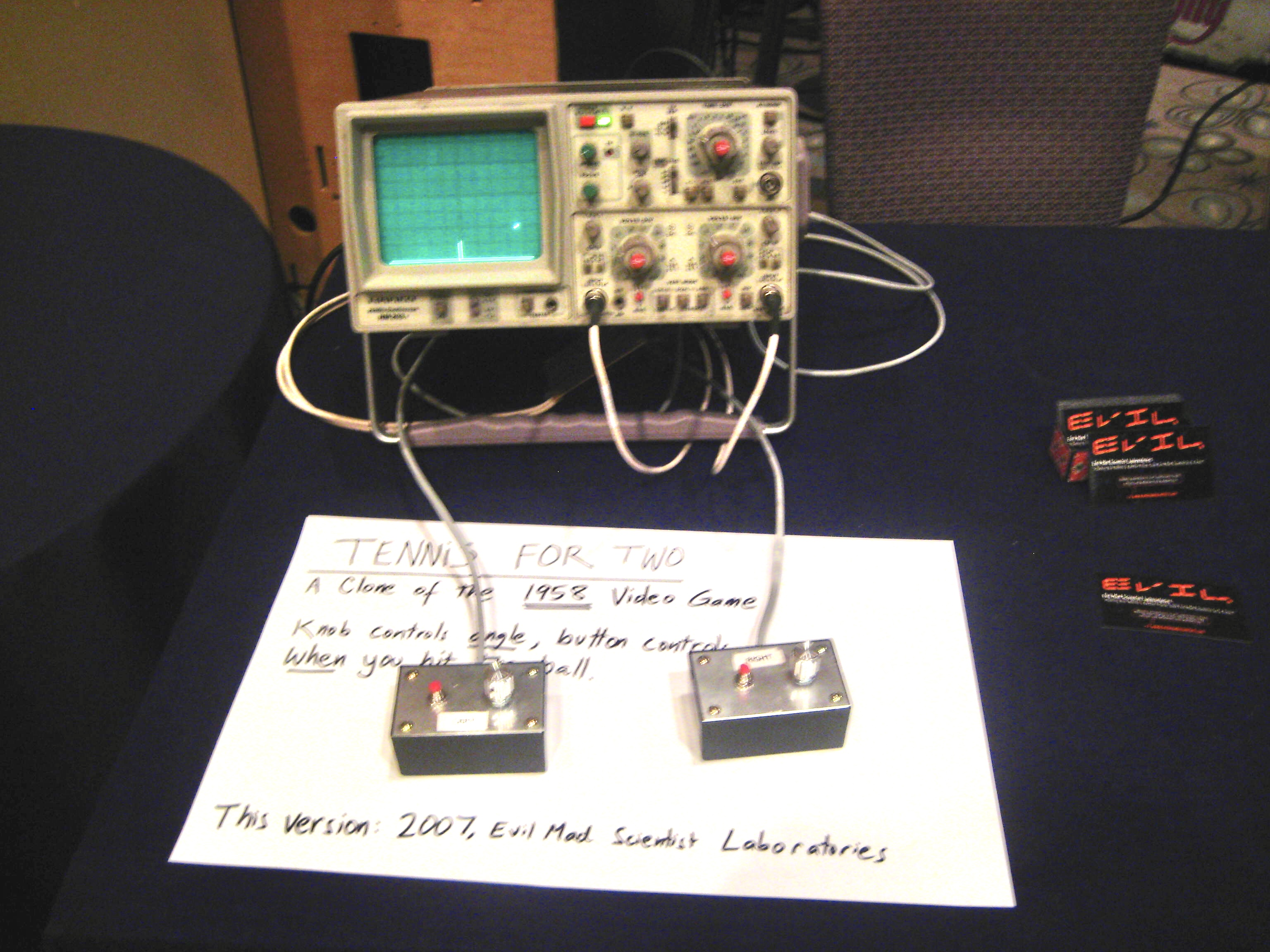
Bản sao Tennis for Two trên dao động ký hiện đại hơi khác với phiên bản gốc vốn có dạng cửa sổ hình tròn.

Tennis For Two là một dự án phụ mà William Higanbotham nghĩ ra để mua vui cho các khách tham quan khu làm việc của ông tại Phòng thí nghiệm Quốc gia Brookhaven. Ông phát hiện ra rằng một trong những máy tính của Brookhaven có thể tính toán quỹ đạo tên lửa đạn đạo và ông đã sử dụng khả năng này để tạo thành nền tảng của game. Trò chơi được tạo ra trên một máy tính analog Donner Model 30. Tennis for Two sử dụng một dao động ký làm màn hình hiển thị đồ họa để thể hiện đường dẫn của một quả bóng mô phỏng trên một sân tennis. Mạch điện được thiết kế để hiển thị đường dẫn của quả bóng và ngược lại khi nó rơi xuống đất. Nó cũng cảm nhận được nếu bóng tung lưới và vận tốc mô phỏng với trở lực. Người dùng có thể tương tác với quả bóng bằng cách sử dụng một bộ điều khiển cần analog bằng nhôm bấm vào một nút để đánh bóng và sử dụng một núm để kiểm soát các góc. Động tác đánh bóng còn phát ra một tiếng động. Thiết bị này được thiết kế trong khoảng hai tiếng và được lắp ráp trong vòng ba tuần với sự giúp đỡ của Robert V. Dvorak. Loại trừ dao động ký và bộ điều khiển, mạch điện của trò chơi đã chiếm khoảng không gian của một lò vi sóng.
Higinbotham nhớ lại nguồn gốc của game, nói rằng vào năm 1983: 
Cuốn sách hướng dẫn đi kèm với máy tính đã mô tả làm thế nào để vẽ quỹ đạo và hình thù to lớn cho việc nghiên cứu. Tôi nghĩ, "Quái lạ, thứ này sẽ biến thành một trò chơi tốt." [Làm việc với đồng nghiệp Dave Potter], nó khiến tôi mất đến bốn tiếng để thiết kế từng cái một và một kỹ thuật viên phải mất một vài tuần để đặt nó lại với nhau.... Tất cả mọi người đứng xếp hàng để chơi [ở ngôi nhà mở]. Các cuộc triển lãm khác khá là tĩnh lặng, rõ ràng.... Trò chơi đối với tôi có vẻ như một thứ gì đó hiển nhiên. Ngay cả khi tôi đã có [muốn lấy bằng sáng chế về nó], trò chơi vẫn sẽ thuộc về chính phủ.

Mặc dù không có quan hệ họ hàng trực tiếp giữa hai trò chơi, Tennis for Two chính là tiền thân của Pong—một trong những trò chơi được công nhận rộng rãi nhất như người tiên phong cho ngành công nghiệp game hiện đại. Tennis for Two chỉ được mang ra hai lần vào "Ngày của Khách" tại Phòng thí nghiệm. Nó vẫn hầu như không được nghe nói gì cho đến cuối thập niên 1970 và đầu những năm 1980 khi Higinbotham được tòa án triệu tập để làm chứng trong vụ án cho bị cáo chống lại Magnavox và Ralph Baer. Không giống như Pong và các game đầu tiên tương tự, Tennis for Two thể hiện một sân quần vợt được đơn giản hoá từ một bên thay vì góc nhìn từ trên xuống, không có đại diện của người chơi trên màn hình. Góc nhìn này cho thấy quỹ đạo của quả bóng nhiều hơn góc nhìn của Pong. Quả bóng bàn bị trọng lực tác động và phải bay qua một tấm lưới. Trò chơi được điều khiển bởi một cái máy tính analog và "chủ yếu là gồm các điện trở, tụ điện và rơle, nhưng nhanh chóng chuyển đổi khi cần thiết—khi bắt đầu tung bóng—cái chuyển mạch bóng bán dẫn mới được sử dụng.

## Đón nhận
Tennis for Two lần đầu tiên được trưng bày vào ngày 18 tháng 10 năm 1958. Hàng trăm du khách đã phải xếp hàng để được chơi tựa game mới trong thời gian nó ra mắt. Do sự phổ biến của trò chơi, một phiên bản nâng cấp đã được giới thiệu vào năm sau, với những cải tiến bao gồm một màn hình lớn hơn và cấp độ khác nhau của trọng lực được mô phỏng.

## Di sản

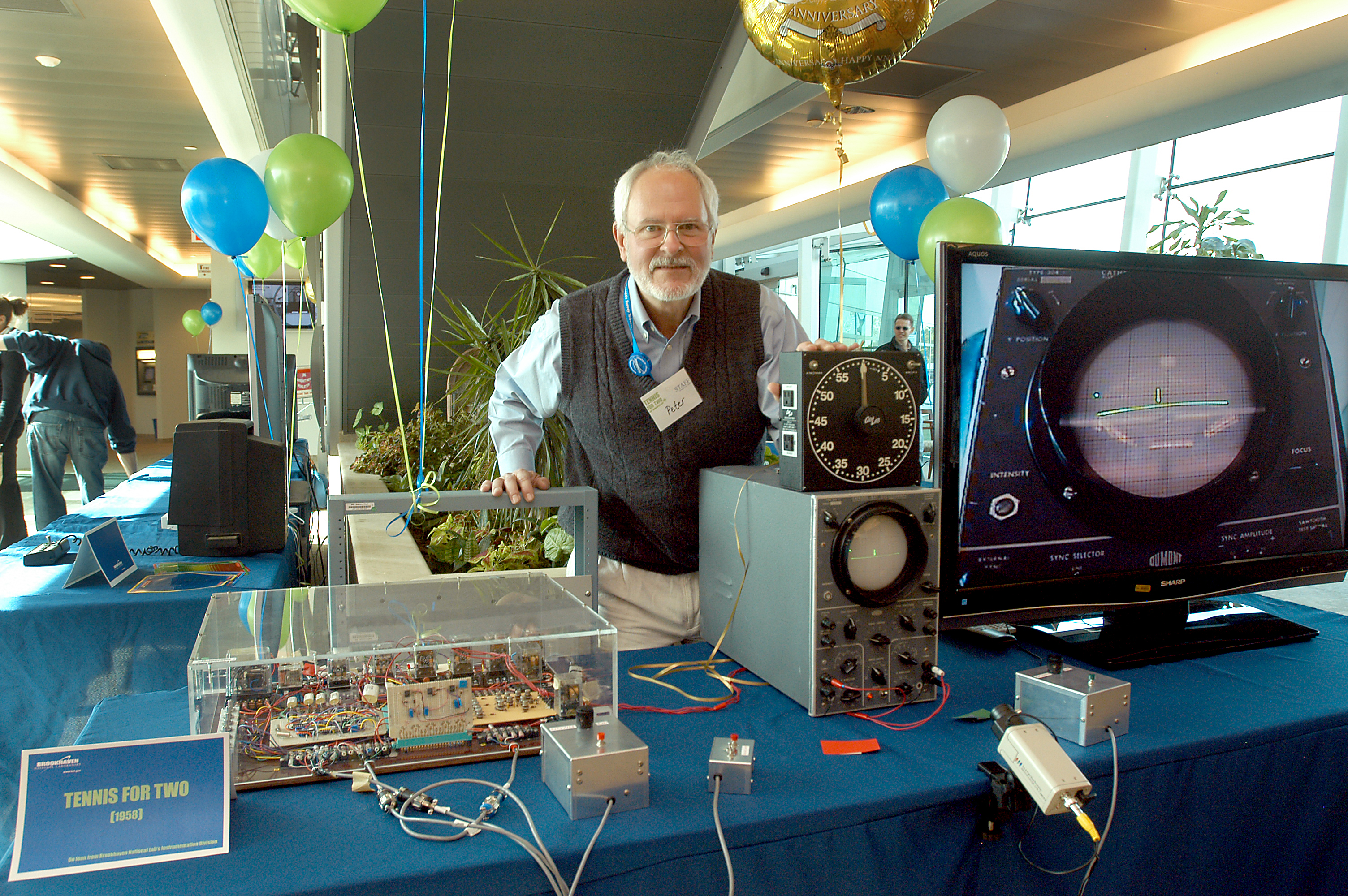
Tennis For Two được tái tạo lại vào năm 2008 nhân kỷ niệm 50 năm thành lập

Thiết bị của Higinbotham đã được tháo dỡ sau khi triển lãm và Tennis for Two phần lớn đã bị lãng quên hơn hai mươi năm. Ý nghĩa của nó đối với sự phát triển ban đầu của video game đã được công nhận tốt hơn vào năm 1983, khi David Ahl xuất bản một câu chuyện trang bìa về Higinbotham trong tạp chí Creative Computing, đã gán cho ông là "Ông tổ của video game". Ahl đã chơi game này tại triển lãm Brookhaven hồi còn là thiếu niên và chẳng bao giờ quên được trải nghiệm đó. Về phần mình, Higinbotham vẫn không quan tâm đến video game và thích được nhớ đến vì công việc không phổ biến hạt nhân của ông.
Năm 1997, một nhóm nghiên cứu ở Brookhaven đã tái tạo lại game cho ngày sinh nhật lần thứ 50 của Brookhaven. Kỳ công này mất khoảng ba tháng, một phần vì những trang thiết bị không có sẵn. Sự tiêu khiển này cũng được trưng bày tại lễ kỷ niệm lần thứ 50 của bản game gốc năm 2008. Bản sao được thực hiện trên một máy tính analog bằng cách sử dụng các thiết bị khuếch đại hoạt động trạng thái rắn thay cho đèn ống chân không như nguyên mẫu Donner Model 30 đã làm. Vào năm 2010, một chiếc máy tính analog Donner Model 3400 phục hồi lại đã được vào sử dụng.